# Emma Bonazzi
Emma Bonazzi (Bologna, 1881 – Bologna, 1959) è stata una pittrice, disegnatrice, illustratrice e pubblicitaria italiana.

## Biografia
Emma Bonazzi, detta Tigiù, si diploma nel 1913 all'Accademia di Belle arti di Bologna e vince un Premio, offerto dal ministero della Pubblica Istruzione. Frequenta il Corso speciale di Figura di Domenico Ferri, dal 1910 al 1913. Nel 1914 partecipa alla II Secessione Romana, con un dipinto Bambola. L'anno successivo vince, ex aequo con Olga Raisini, il Concorso Bevilacqua, a Bologna, con il disegno a carboncino Santa in estasi. Nel 1915 è anche presente all'Esposizione Internazionale di San Francisco. Nel 1916 partecipa all'esposizione della "Società Francesco Francia", a Bologna, e pubblica sulla neonata rivista "Bianco e Nero" una enigmatica Salomè, a china. Nel 1918 vince il premio "Città di Stoccolma", con una Salomè, realizzata a pittura e a ricamo. Dipinge La Samaritana.

### Dalla pittura alleArti applicate
Artista eclettica, si presenta come pittrice, come grafica e decoratrice, eccellendo nel mondo delle arti applicate. 
Nel dopoguerra si avvicina anche alla ceramica, realizzando opere per la manifattura "Maioliche Deruta" e per consorzio di ceramiche C. I. M. A. di Deruta, diretto da Alpinolo Magnini. Ha prodotto delicati acquerelli, lavori di ricamo, manifesti e oggetti, come le  scatole per i cioccolatini Perugina che piacevano tanto a Gabriele D'Annunzio. Per la Perugina, dal 1924 fino agli inizi degli anni '40, Emma Bonazzi ha progettato manifesti, confezioni di lusso - in legno, seta, cartone - e curato allestimenti dei negozi. Creava donnine enigmatiche e languide, dalle linee morbide e sinuose, fiabesche, spiritose. Nei suoi lavori mescolava elementi diversi: stoffe di lana e seta, camoscio, ricami, pittura a olio e ad acquerello, metalli. 

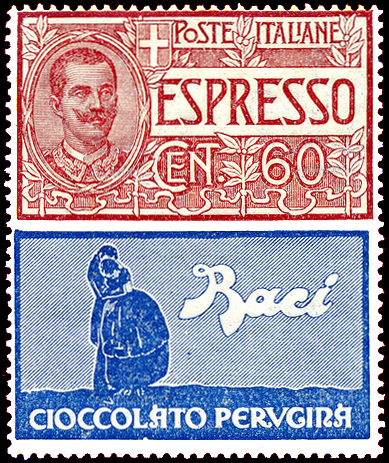
Italia. Espresso 60 cent., 1924, Baci Cioccolato Perugina

Dal 1917 entra in contatto con lo Stabilimento Grafico di Edmondo Chappuis e realizza la locandina Date carta alla Croce Rossa e il manifesto per l'acqua "Litiosina". Illustra un racconto per il "Corriere dei Piccoli".
Nel 1919 è all'Esposizione Regionale Lombarda d'Arte Decorativa e, alla mostra romana della Società Amatori e Cultori, presenta l'opera In rosa.
Nel 1920 invia alla Biennale di Venezia il trittico Grano, Melograno e Salice e espone alla II Secessione Romana. Nel 1921 presenta alla I Biennale Romana Donne Abruzzesi e alla Fiorentina Primaverile tre dipinti, sei acquerelli e dodici ricami. Nel 1922 partecipa alla Fiera internazionale del Libro e, alla XIII Biennale di Venezia, espone il dipinto La Formica. Realizza il manifesto per la Tournée dei Balletti Russi Leonidoff e il calendario della Barilla, di schietto gusto Déco. Nel 1924 dipinge Pronta per il veglione.
Nel 1928 progetta lo stand per l'Istituto Seta Italiana, alla Mostra Campionaria del Littoriale di Bologna, per cui esegue anche il manifesto. Il motto del ciclo della seta è: Dal baco al bozzolo - matassa, filatura, tessitura, tintura - al vestito.  L'anno successivo illustra il libro per ragazzi Quando il diavolo ci mette la coda, edito da Cappelli. Nel 1921 disegna il manifesto Coppa del Re e nel 1937 quello per "Liquori Pilla", stampati dalle Tipografie Baroni.
Nel secondo dopoguerra ha vissuto a Bologna, dimenticata. In suo soccorso "Il Giornale dell'Emilia" aprì una sottoscrizione, dal titolo: "Una pittrice in miseria".